# 2014年4月

## 4月1日
灾难事故
- 智利西北部海域於當地時間晚上8時46分发生矩震級8.2級地震，並引發海啸。此次地震已造成6死3傷。[1]

## 4月4日
教育文化
- 日本文部科學省公布2015年4月起使用的小學教科書審定結果，14個版本中有7個版本在主文中記載釣魚臺列嶼（尖閣諸島）與獨島（竹島）是「日本固有的領土」，這是日本小學教科書的首例。[2]

## 4月5日
政治選舉
- 2014年阿富汗总统选举進行投票。[3]

## 4月6日
政治選舉
- 2014年匈牙利议会选举進行投票，現任總理歐爾班·維克多的政黨及其盟友取得大多數議席。[4]

## 4月7日
政治選舉
- 2014年印度大选開始投票。[5]

## 4月8日
國際關係
- 愛爾蘭總統麥克·希金斯訪問英國，為愛爾蘭獨立後首位赴英國訪問的愛爾蘭總統。[6]

資訊科技
- 微軟終止Windows XP的支援與更新。[7]

## 4月9日
政治選舉
- 印度尼西亞國會及地方議會選舉進行投票。[8]

## 4月10日
國際關係
- 博鰲亞洲論壇2014年年會開幕。

灾难事故
- 尼加拉瓜首都马那瓜附近於當地時間晚上发生矩震級6.1級地震，此後震央附近再次发生矩震級5.1级及6.6级地震。地震已造成300傷1死。[9]

政治抗爭
- 台灣太陽花學運退場，學生將議事槌奉還給代表人民的立法院，並在議事槌旁留下《官場現形記》以及署名「全國人民」的32字箴言給立法院長王金平。32字箴言全文：「政令宣導，罔顧民意。既不民主，又無法治。先有條例，再來審議。給我民主，其餘免談。」蘋果日報[永久]

## 4月11日
國際關係
- 大韓民國國軍與駐韓美軍舉行聯合實彈射擊演習。[10]

資訊科技
- 索尼宣布，於2014年2月發售的11吋筆記型電腦「VAIO Fit 11A」，因電池代工廠商的設計及生產不良，導致電池會出現過熱而造成筆記型電腦燒毀。受影響的型號為SVF11N19EJS、SVF11N1A1J及SVF11N1BAJ，索尼呼籲使用者立即停止使用。[11]

## 4月12日
國際關係
- 日本首相安倍晉三訪問日本山梨縣都留市，視察JR東海山梨磁浮試驗線，並與美國駐日本大使卡洛琳·甘迺迪一起試乘磁浮列車。[12]
- 日本總務大臣新藤義孝再度參拜靖國神社。中華民國外交部發布新聞稿表示，新藤義孝自就任總務大臣以來屢次參拜靖國神社，加深區域內相關國家的關切與不安，中華民國政府表示遺憾。[13]中华人民共和国外交部发言人洪磊表示，已向日方提出严正交涉和抗议，敦促日方端正态度、正视历史。[14]大韓民國外交部批評，“這是從正面挑戰因日本帝國主義侵略而遭受痛苦的鄰國和國際社會”。[15]

## 4月13日
災難事故
- 北京時間凌晨3時17分，由黑河市开往哈尔滨市的中國鐵路K7034次旅客列车在途中發生脫線事故，造成多人受傷。後經調查查明，該事故是人爲破壞鐵軌所致。[16]

政治選舉
- 2014年幾內亞比索大選進行投票。

## 4月14日
武裝衝突
- 首都公車站於早上上班尖峰時段發生炸彈爆炸事件，71人死亡，124人受傷。該國伊斯蘭教派極端組織「博科聖地」被懷疑是主謀[17]。
- 武裝分子在尼日利亞博尔诺州一間女子中學擄走超過100名女學生。[18]

## 4月16日
災難事故
- 韓國客輪「世越號」在前往濟州島途中沉沒，多人失蹤。[19]

## 4月17日
政治選舉
- 2014年阿爾及利亞總統選舉進行投票，現任總統布特弗利卡成功連任。[20]

訃聞
- 的作者、1982年諾貝爾文學獎獲得者逝世，享年87歲。[21]

## 4月18日
災難事故
- 聖母峰发生雪崩事故，該事故至少造成15人遇难[22]。

武裝衝突
- 越南广宁省与中国接壤的边防检查站发生一起暴力冲突，造成5名非法进入越南的中国人和2名越南边防警察死亡[23]。

## 4月19日
武裝衝突
- 4月19日至20日，美國無人機空襲也門，約40名疑似基地組織成員被炸死，另有數名平民喪生。[24]

## 4月25日
讣闻
- 巴塞罗那运动员、助理教练、主教练蒂托·比拉诺瓦去世，时年45岁。

## 4月26日
影視體育
- 美國知名流行音樂歌手保羅·賽門與其妻Edie Brickell在康乃狄克州住處被捕。

## 4月27日
宗教
- 教宗方濟各為兩位已故教宗若望二十三世和若望·保祿二世舉行封聖大典，這是天主教會歷史上首次雙封聖。[25]

政治
- 韓國國務總理鄭烘原因世越號沉沒事故救災不力宣佈辭職. [26]

## 4月30日
灾难事故
- 北京时间14时20分，在新疆维吾尔自治区哈密市（北纬43.1度，东经94.3度）发生矩震级5.1级地震，震源深度9千米。随後又发生了3.0级及3.1级地震。暂无人员伤亡报告。[27]

恐怖袭击
- 2014年乌鲁木齐火车站爆炸事件，19时10分许在中国新疆乌鲁木齐市乌鲁木齐火车南站出站口接人处发生的一起持刀砍杀群众，同时引爆爆炸装置爆炸的恐怖袭击事件，事件共造成3人死亡，79人受伤，其中4人重伤（暂无生命危险）。

影視體育
- NBA洛杉磯快艇隊老闆唐納德·斯特靈因為其被公開的種族歧視言論，被NBA處以終身禁賽且罰款250萬美元。[28]